# Gracilariocolax
Gracilariocolax, rod crvenih algi nesigurnog položaja unutar razreda Florideophyceae. Postoji šest priznatih vrsta; tipična je morska alga G. henriettae pronađena u Indoneziji (tipski lokalitet Nusa Kembangan) i Kini (Hainan).

## Vrste
1. Gracilariocolax deformans (Weber van Bosse) Gerung & Yamamoto
2. Gracilariocolax henriettae Weber Bosse - tip
3. Gracilariocolax infidelis (Weber van Bosse) Gerung & Yamamoto
4. Gracilariocolax setchellii (Weber van Bosse) Gerung & Yamamoto
5. Gracilariocolax sibogae (Weber van Bosse) Gerung & Yamamoto